# Ben Webster
Benjamin Francis Webster (ur. 27 marca 1909 w Kansas City, Missouri, zm. 20 września 1973 w Amsterdamie) – amerykański jazzowy saksofonista tenorowy.
Ben Webster jest uważany za jednego z trzech najważniejszych swingowych saksofonistów tenorowych ("swing tenors"). Dwaj pozostali to Lester Young oraz Coleman Hawkins, który był muzykiem mającym największy wpływ na twórczość Webstera. Styl Bena był zazwyczaj agresywny i "szorstki" (często korzystał z charakterystycznej "zachrypniętej" modulacji), ale umiał się również znaleźć w nastrojowych, sentymentalnych balladach. W dzieciństwie Webster uczył się grać na pianinie i skrzypcach, później, gdy od Budda Johnsona poznał podstawy saksofonu, grał na tym instrumencie w zespole Young Family Band (podówczas z Lesterem Youngiem). Ben Webster występował w latach trzydziestych w kilku orkiestrach (Andy'ego Kirka, Fletchera Hendersona w 1934, Benny'ego Cartera, Williego Bryanta, Caba Callowaya i krótkotrwałym big-bandowym projekcie Teddy'ego Wilsona).
W 1940 Ben Webster został głównym solowym saksofonistą tenorowym w orkiestrze Duke'a Ellingtona. W ciągu kolejnych trzech lat uczestniczył w wielu słynnych nagraniach jak Cotton Tail czy All Too Soon. Po trzech płodnych latach spędzonych z Ellingtonem, opuścił jego zespół. Stało się to po gwałtownej sprzeczce, podczas której pociął Ellingtonowi garnitur. Od 1943 Webster pracował w Nowym Jorku; nagrywał często, zarówno jako lider, jak i w roli sidemana; współpracował z Raymondem Scottem, Johnem Kirbym i Sidem Catlettem; w latach pięćdziesiątych kilkakrotnie koncertował z Jazz at the Philharmonic.
Zmarł w Amsterdamie i został pochowany na cmentarzu Assistens w Kopenhadze. Wywarł wpływ na twórczość takich muzyków jak Archie Shepp, Lew Tabackin, Scott Hamilton, David Murray i Bennie Wallace.